# Mielichhoferia humipetens
Mielichhoferia humipetens är en bladmossart som beskrevs av Jean Édouard Gabriel Narcisse Paris 1897. Mielichhoferia humipetens ingår i släktet kismossor, och familjen Bryaceae. Inga underarter finns listade i Catalogue of Life.